# KiSS-Syndrom
KiSS ist die Abkürzung für Kopfgelenk-induzierte Symmetrie-Störung (bzw. kopfgelenkinduzierte Symmetriestörung). Die Existenz eines KiSS-Syndroms im Sinne eines Krankheitsbildes, das klinisch vor allem zu Störungen der Körperhaltung im Säuglings- und Kleinkindalter führen oder für eine Reihe von Verhaltensstörungen verantwortlich sein soll, ist nicht bewiesen. Während manche Alternativmediziner vielfach KiSS diagnostizieren und manuelle Therapie empfehlen, erkennt die evidenzbasierte Medizin die Diagnose nicht an, da die pathophysiologische Vorstellung nicht nachweisbar ist und wissenschaftliche Untersuchungen zu den empfohlenen Therapiemethoden bisher nicht vorgelegt wurden. Deswegen wird dem KiSS in der Wissenschaftsgemeinde keine Bedeutung beigemessen. In Deutschland wird die Behandlung des KiSS-Syndroms in aller Regel nicht von den Krankenkassen übernommen.

## Begriffsherkunft
Gemäß dem Manualmediziner und Chirurgen Heiner Biedermann, auf den der Begriff des KiSS-Syndroms zurückgeht, sei KiSS eine Fehlstellung bei Kindern im Bereich der oberen Halswirbelsäule, welche in der Entwicklung das KiDD-Syndrom (Kopfgelenk-induzierte Dyspraxis/Dysgnosie) nach sich ziehen könne. Hierbei soll das von Biedermann postulierte Syndrom weitgehend identisch sein mit dem bereits 1968 postulierten „zervikal-dienzephal-kinesiologischen Syndrom“ von Gottfried Gutmann, ein Lehrer Biedermanns. Gutmann berichtete über die Zusammenhänge zwischen motorischer Entwicklung und Wirbelsäulenfunktionsstörungen und funktionellen Kopfgelenkstörungen. Das KiSS-Syndrom als Diagnose in der angloamerikanischen Literatur existiert nicht.
Als Ursache für die Fehlstellung der Halswirbelsäule werden von Biedermann geburtstraumatische Ereignisse sowie die Belastung der Halswirbelsäule bei der Geburt angeführt. Hierbei sollen die bei der Geburt ausgeübten Kräfte auf den Babyhals wirken, so dass sich Halswirbel verschöben; dies soll zu einer Blockade von Funktionssystemen führen, die Kopf und Körper miteinander verbinden.
Auch Unfälle in den ersten Lebensmonaten, etwa ein Sturz vom Wickeltisch, soll zu einer solchen Fehlstellung führen können. Nach Biedermann sollte unter anderem bei Babys, die exzessiv schreien (umgangssprachlich: „Schreibabys“), untersucht werden, ob ihre Schwierigkeiten von der Halswirbelsäule herrühren. Weitere postulierte Symptome sind allgemein eine schiefe Haltung, Unruhe, ein verbeulter bzw. asymmetrischer Schädel, Trinkvorlieben (z. B. nur das Trinken von einer Seite), Spucken, Sabbern oder kurze Schlafphasen. Biedermann behauptet, dass etwa vier bis fünf Prozent aller Kleinkinder unter dem Kiss-Syndrom litten.
Die Diagnose eines KiSS-Syndroms wird von der evidenzbasierten Medizin abgelehnt. Das KiSS-Syndrom bezeichnet eine angebliche Haltungsasymmetrie. Die evidenzbasierte Medizin kennt aber nur folgende Haltungsasymmetrien:
- Schiefhals (Torticollis)
- gebogener Rücken
- Schädelasymmetrie (Plagiozephalus)
- Gesichtsasymmetrie
- Glutäalfaltenasymmetrie
- einseitige Hüftreifungsstörung
- Sichelfuß

## Wirksamkeit und Bewertung
Wegen der überwiegend methodisch schlecht durchgeführten randomisierten Studien konnte für die Manualtherapie bei Neugeborenen keine überlegene Wirksamkeit nachgewiesen werden. Trotzdem werden von Alternativmedizinern Behandlungstechniken wie z. B. die Manualtherapie, Feldenkrais-Methode, Osteopathie, Cranio-Sacral-Therapie oder auch Atlas-Therapie empfohlen.
Die Gesellschaft für Neuropädiatrie warnt, dass Manipulationen im Bereich der Halswirbelsäule zur Behandlung von Symmetriestörungen oder motorischen Koordinationsstörungen grundsätzlich nicht zu empfehlen seien.
Ralf Stücker, Privatdozent und Leitender Arzt der Abteilung Kinderorthopädie am Altonaer Kinderkrankenhaus führt an, dass die „(…) unter der Etikette (des) KISS-Syndrom durchgeführte Röntgenuntersuchung und Behandlung der Kopfgelenke unzähliger Säuglinge und Kleinkinder nach heutigem Kenntnisstand jedoch in keiner Weise gerechtfertigt“ seien. Zudem ist er der Ansicht, dass auffälliges Schreien nach der Geburt nichts mit einer Blockade von Halswirbeln zu tun habe; stattdessen wird die Kopfhaltung von Babys wegen einer sich verengenden Gebärmutter zum Ende der Schwangerschaft eingeschränkt und auch nach der Geburt beibehalten. „Das fühlt sich an wie ein steifer Hals“, so Stücker. Der abgeflachte bzw. asymmetrische Schädel entstehe eher dadurch, dass Babys seltener auf den Bauch gelegt werden. Stücker kritisiert auch die für eine KiSS-Diagnose aufgenommenen Röntgenaufnahmen als unnötige Strahlenbelastung, da diese Art der Bildgebung angesichts der Knorpelstruktur der neonatalen Halswirbelsäule kaum Erkenntnisse brächte.
Dieter Karch, Professor und ärztlicher Leiter der Klinik für Kinderneurologie und Sozialpädiatrie in Maulbronn, bemängelte die Nachweisbarkeit der Diagnose mit den Worten: „Man darf nicht über Jahre etwas propagieren, ohne in dieser Zeit Studien vorzulegen.“ Laut Claus Carstens, Professor und Leiter der Sektion Kinderorthopädie und Wirbelsäulenchirurgie des Universitätsklinikum Heidelberg, „hält KiSS einer wissenschaftlichen Prüfung nicht stand.“ Die Diagnose des Syndroms birgt außerdem die Gefahr, vorhandene schwerwiegende Krankheiten zu übersehen.
Natalie Grams ist der Ansicht, dass die angeblichen Symptome (z. B. Schreien oder kurze Schlafphasen) zum normalen Baby-Dasein dazugehören und nicht therapiebedürftig seien; „schlimmstenfalls möchte die Person mit der durchaus fordernden Phase der frühen Kindheit Geld verdienen“.